# 賈維斯鎮區 (伊利諾伊州麥迪遜縣)
賈維斯鎮區（英語：Jarvis Township）是位於美國伊利諾伊州麥迪遜縣的一個行政鎮區。

## 地方資料
根據2010年美國人口普查的數據，賈維斯鎮區的面積為92.80平方千米，當中陸地面積為91.30平方千米，而水域面積為1.50平方千米。當地共有人口8567人，而人口密度為每平方千米92.32人。